# ステイシー・シェア
ステイシー・シェア（Stacey Sher, 1962年11月30日 - ）は、アメリカ合衆国の映画プロデューサーである。クエンティン・タランティーノ監督とのコラボレーションで知られる。

## 生い立ち
ニューヨーク市で生まれ、フォートローダーデールで育つ。南カリフォルニア大学のPeter Stark Producing Programを卒業した。

## キャリア
1985年にヒル/オブスト・プロダクションズの企画ディレクターとなり、1987年には製作副社長に就任する。1991年にはリンダ・オブスト・プロダクションズの上級副社長に就任する。さらに彼女はダニー・デヴィートとマイケル・シャンバーグと共にジャージー・フィルムズを運営する。シャインバーグとは他にダブル・フィーチャー・フィルムズも設立した。
2000年に『エリン・ブロコビッチ』を製作したことでデヴィートとシャインバーグと共にアカデミー作品賞にノミネートされた。

## 私生活
クエンティン・タランティーノと交際していたが、『パルプ・フィクション』を企画していた頃には破局した。2001年にミュージシャンのケリー・ブラウンと結婚し、後に子供を2人もうけた。

## フィルモグラフィ

### 映画
- Heartbreat Hotel (1988) アソシエイトプロデューサー
- フィッシャー・キング The Fisher King (1991) アソシエイトプロデューサー
- リアリティ・バイツ Reality Bites (1994) 製作総指揮
- パルプ・フィクション Pulp Fiction (1994) 製作総指揮
- ゲット・ショーティ Get Shorty (1995) 製作
- マチルダ Matilda (1996) 製作
- フィーリング・ミネソタ Feeling Minnesota (1996) 製作
- ガタカ Gattaca (1997) 製作
- ペンタゴン・ウォーズ The Pentagon Wars (1998) テレビ映画、製作総指揮
- アウト・オブ・サイト Out of Sight (1998) 製作
- マンハッタンで抱きしめて Living Out Loud (1998) 製作
- マン・オン・ザ・ムーン Man on the Moon (1999) 製作
- MONA 彼女が殺された理由 Drowning Mona (2000) 製作総指揮
- エリン・ブロコビッチ Erin Brockovich (2000) 製作
- ケイブマン The Caveman's Valentine (2001) 製作
- ビー・バッド・ボーイズ How High (2001) 製作
- The Funkhousers (2002) 製作総指揮
- Other People's Business (2003) 製作総指揮
- キャンプ Camp (2003) 製作
- ポリーmy love Along Came Polly (2004) 製作
- 終わりで始まりの4日間 Garden State (2004) 製作総指揮
- Be Cool/ビー・クール Be Cool (2005) 製作
- スケルトン・キー The Skeleton Key (2005) 製作
- ワールド・トレード・センター World Trade Center (2006) 製作
- フリーダム・ライターズ Freedom Writers (2007) 製作
- ポリス・バカデミー/マイアミ危機連発! Reno 911!: Miami (2007) 製作
- 小さな命が呼ぶとき Extraordinary Measures (2010) 製作
- コンテイジョン Contagion (2011) 製作
- LOL (2012) 製作
- ジャンゴ 繋がれざる者 Django Unchained (2012) 製作
- ランナーランナー Runner Runner (2013) 製作
- WISH I WAS HERE/僕らのいる場所 Wish I Was Here (2014)
- ヘイトフル・エイト The Hateful Eight (2015)
- ゲット・ア・ジョブ 〜僕たちの就職戦線 Get a Job (2016) 製作
- リスペクト Respect (2021) 製作
- 異端者の家 Heretic (2024) 製作

### テレビ
- Kate Brasher (2001) 製作総指揮
- UCアンダーカバー 特殊捜査班 UC: Undercover (2001-2002) 計4話製作総指揮
- The American Embassy (2002) 製作総指揮
- Reno 911! (2004-2009) 計12話製作総指揮